# 旭堂南華
旭堂 南華（きょくどう なんか、1963年1月31日 - ）大阪府貝塚市出身の講談師。本名、西野 通代。一児の母である。なみはや講談協会会長。
高座に上がると、まず自分で小さく拍手するのを定番としている。
現在、各地での講談席や天満天神繁昌亭への出演などの活動をしている。

## 経歴
- 1985年　梅花女子大学卒業後、3代目旭堂南陵に入門。
- 2005年　デビュー二十年を迎えて、上方の講談師や懇意にしている上方落語家らとともに「南華講談 はたちの会」を行う。
- 2023年 旭堂南鱗から受け継ぎ、なみはや講談協会２代目会長となる。

## ソフト

### CD
- 上方講談シリーズ ２ 旭堂南華（レベル、2019年）-「徂徠豆腐」「木津の勘助(神田版)」収録